# Élcsatlakozó

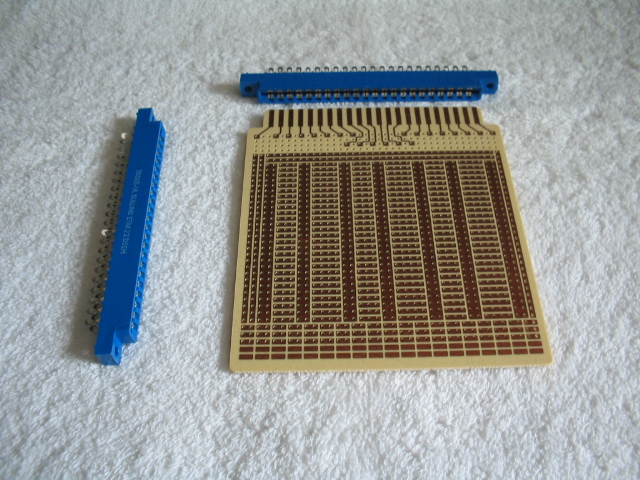
Két 44-tűs élcsatlakozü foglalatok (kék tárgyak) és az illeszkedő áramköri kártya. Az élcsatlakozó 3.5 in hosszú, oldalanként 22 érintkezővel

Az élcsatlakozó bizonyos nyomtatott áramköri kártyák szerves alkotóeleme, mely a jelátvivő árampályákat (áramköröket) vezeti az áramköri lap szélére, annak érdekében, hogy a kártya foglalatba (socket) legyen csatlakoztatható. Az élcsatlakozó olcsó megoldás, mivel mindössze egy egyszerű ún. anya csatlakozót igényel (az apa csatlakozó maga az áramköri lap éle), mely ugyanakkor szilárd és tartós csatlakozást biztosít. Általánosan alkalmazzák számítógépek bővítőkártya foglalataiként. Ilyen élcsatlakozó-rendszerű bővítőfoglalt-típusok pl.: az ISA, a Zorro II, a PCI, a PCI Express, vagy az AGP.

## A foglalat kialakítása
A csatlakozó foglalatok lényegében egyik oldalukon nyitott műanyag borítású keskeny tokok, melyekben belül, a hosszabb élek mentén, az egyik vagy mindkét oldalon érintkezők (más néven: tűk) vannak, melyek pontosan illeszkednek a foglalatba nyomott kártya élcsatlakozójának árampályáival. A foglalatok általában feliratozva vannak, illetve dudorokat és hornyokat tartalmaznak, hogy a megfelelő polaritással és csak a kompatibilis élcsatlakozós kártya kerülhessen behelyezésre. A foglalat szélessége és hossza igazodik az élcsatlakozó fizikai paramétereihez. A foglalat általában alaplaphoz, riser kártyához, vagy egyéb áramköri laphoz csatlakozik forrasztással.

## Használat
Élcsatlakozókat általánosan használnak személyi számítógépekben bővítőkártyák rendszerbuszra csatlakoztatására. Egyes gyártók bizonyos alaplaptípusaiknál ún. processzorkártyákat alkalmaznak, így a CPU (továbbá esetenként az FPU, illetve a közvetlen elérésű memória is) nem közvetlenül az alaplapra csatlakozik, hanem egy speciális foglalatba illeszthető élcsatlakozós processzor-kártyára. Erre példa az IBM-kompatibilis PC-k között a Slot 1, illetve a Slot A processzor-kártya foglalat, a felsőkategóriás Amigák (Amiga 2000, Amiga 3000, Amiga 4000) esetében pedig egy 200-tűs foglalat.
Korábban, az IBM PC-k szalagkábelre erősített foglalaton keresztül csatlakoztatták az élcsatlakozós kialakítású vezérlő áramköri lappal szerelt 5,25 hüvelykes hajlékonylemezes meghajtókat.
Videójátékok céljára készített és széles körben használt mikroszámítógépekben használtak élcsatlakozós cartridge-eket, melyek műanyag tokozásában helyezkedett el a játékszoftvert tartalmazó ROM. A Commodore, az Atari, a Nintendo, stb. alkalmazott ilyen szoftverbővítő megoldásokat.

## Fordítás
- Ez a szócikk részben vagy egészben  az   Edge connector című angol Wikipédia-szócikk fordításán alapul.  Az eredeti cikk szerkesztőit annak laptörténete sorolja fel. Ez a jelzés csupán a megfogalmazás eredetét és a szerzői jogokat jelzi, nem szolgál a cikkben szereplő információk forrásmegjelöléseként.